# George Cadogan
George Henry Cadogan (ur. 12 maja 1840 w Durham, zm. 6 marca 1915 w Londynie) – brytyjski arystokrata i polityk, syn Henry’ego Cadogana, 4. hrabiego Cadogan, i Mary Wellesley, córki Geralda Wellesleya. Ochrzczony 25 lipca 1840 r. w kościele św. Jakuba w Westminsterze.

## Życiorys

### Młodość
Wykształcenie odebrał w Eton College i w Christ Church na Uniwersytecie w Oksfodzie. Zaprzyjaźnił się tam z księciem Walii i towarzyszył mu później w jego podróżach krajowych i zagranicznych. W 1868 r. wystartował w wyborach do Izby Gmin w okręgu Bury jako reprezentant Partii Konserwatywnej, ale nie odniósł sukcesu. Do Parlamentu dostał się w maju 1873 r. z okręgu Bath. Nie zagrzał jednak długo miejsca w Izbie Gmin. Po śmierci swojego ojca w czerwcu 1873 r. George, jako 5. hrabia Cadogan, zasiadł w Izbie Lordów.

### Kariera rządowa
W latach 1875–1878 był podsekretarzem stanu w Ministerstwie Wojny. W latach 1878–1880 pełnił analogiczną funkcję w Ministerstwie Kolonii. 27 czerwca 1885 r. wszedł w skład Tajnej Rady. W 1886 r. został Lordem Tajnej Pieczęci w drugim rządzie lorda Salisbury’ego. Odpowiadał również za sprawy irlandzkie w Izbie Lordów. Doprowadził do przyjęcia w 1887 r. Irish Land Act. W kwietniu tego samego roku wszedł w skład gabinetu. Został również zaufanym doradcą królowej Wiktorii w sprawach wewnętrznych. 5 sierpnia 1891 r. za zasługi polityczne został kawalerem Orderu Podwiązki.
Stanowisko rządowe utracił po upadku rządu Salisbury’ego w 1892 r. Kiedy lord Salisbury powrócił do władzy w 1895 r., powierzył Cadoganowi stanowisko lorda namiestnika Irlandii. Cadogan opowiadał się za złagodzeniem kursu Westminsteru wobec Irlandii. Interesował się również sprawami irlandzkiego szkolnictwa. Powołał dwie komisje: do spraw szkolnictwa średniego (w 1899 r.) i szkolnictwa wyższego (w 1901 r.). W 1899 r. doprowadził do powstania departamentu rolnictwa, przemysłu i rozwoju Irlandii. Cicho i sprawnie poradził sobie z agitacją przeciwko II wojnie burskiej. W Anglii był krytykowany za słabość i opieszałość. Pozostawał również w konflikcie z Głównym Sekretarzem Irlandii, George’em Wyndhamem. Cieszył się jednak pełnym poparciem lorda Salisbury’ego, który dwukrotnie przekonywał Cadogana do wycofania rezygnacji.

### Późniejsze życie
Lord Cadogan zrezygnował ostatecznie w lipcu 1902 r., co zbiegło się w czasie z rezygnacją lorda Salisbury’ego ze stanowiska premiera. Cadogan wycofał się z życia publicznego. Pozostał jednak burmistrzem Chelsea, na które to stanowisko został wybrany w 1900 r. (był pierwszym człowiekiem piastującym do stanowisko). Był również honorowym pułkownikiem 3 batalionu Królewskich Fizylierów (3rd Battalion, Royal Fusiliers) i 2 pułku Królewskich Ochotników Middlesex (2nd Middlesex Royal Volunteers). Otrzymał tytuł honorowego doktora prawa Uniwersytetu w Dublinie. Był Sędzią Pokoju w Norfolk, Londynie, Suffolk, Middlesex i Cambridgeshire.

## Życie prywatne
16 maja 1865 r. poślubił lady Beatrix Jane Craven (8 sierpnia 1844 – 9 lutego 1907), córkę Williama Cravena, 2. hrabiego Craven, i lady Emily Grimston, córki 1. hrabiego Verulam. George i Beatrix mieli razem siedmiu synów i dwie córki:
- Albert Edward George Henry Cadogan (29 grudnia 1866 – 2 sierpnia 1878), wicehrabia Chelsea, chrześniak księcia Walii
- Henry Arthur Cadogan (13 czerwca 1868 – 2 lipca 1908), wicehrabia Chelsea
- Gerald Oakley Cadogan (28 maja 1869 – 4 października 1933), 6. hrabia Cadogan
- Emily Julia Cadogan (11 kwietnia 1871 – 12 grudnia 1909), żona Williama Brownlowa, 3. barona Lurgan, miała dzieci
- Lewin Edward Cadogan (9 października 1872 – 12 sierpnia 1917)
- Sophie Beatrix Mary Cadogan (6 kwietnia 1874 – 8 listopada 1937), żona Samuela Scotta, 6. baroneta, miała dzieci
- William George Sydney Cadogan (31 stycznia 1879 – 12 listopada 1914), członek Królewskiego Orderu Wiktoriańskiego, major 10 pułku huzarów (10th Hussars), weteran II wojny burskiej i I wojny światowej, zginął we Francji
- Edward Cecil George Cadogan (15 listopada 1880 – 13 września 1962)
- Alexander George Montagu Cadogan (25 listopada 1884 – 9 lipca 1968)

12 stycznia 1911 we Florencji, poślubił Adelę Neri (zm. 23 lutego 1960), córkę Lippo Neri, hrabiego Palagi del Palagio, i Olivii Cadogan, córki generała George’a Cadogana. Małżonkowie nie mieli razem dzieci.
Hrabia Cadogan zmarł w Londynie po operacji w wieku 75 lat. Został pochowany 10 marca 1915 w Culford w hrabstwie Suffolk. Pozostawił po sobie majątek oceniany na 354 207 funtów. Tytuł hrabiowski odziedziczył jego młodszy syn.